# Зелена (річка)
Зелена — річка в Олександрійському та Петрівському районах Кіровоградської області, ліва притока Інгульця (басейн Дніпра).

## Опис
Довжина річки 44 км, похил річки — 2,3 м/км. Формується з декількох безіменних струмків та водойм. Площа басейну 329 км2.

## Розташування
Зелена бере початок на заході від села Зелений Барвінок. Тече переважно на південний захід у межах сіл Катеринівки, Зразкового та Зеленого. Проти села Ганівки впадає в річку Інгулець, праву притоку Дніпра.